# Smena

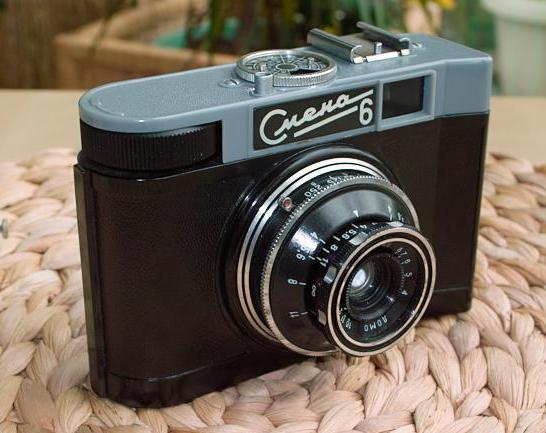
Smena 6

Le Smena (russe : Смена) est une gamme d'appareils photo fabriqués en Union soviétique de 1953 à 1991, par la compagnie LOMO, et conçus par I. Shapiro. Ces appareils avaient pour vocation d'être économiques et simples à fabriquer, tout en offrant une bonne qualité grâce à un objectif utilisant une formule de type triplet de Cooke et un obturateur central offrant une gamme de vitesse relativement étendue.
Le nom Smena peut s'interpréter comme « changement », « relève » ou « jeune génération », ces appareils abordables et offrant l'accès aux différents paramètres de prise de vue pouvant être de bons moyens d'initiation à la technique photographique.
Les Smena furent d'abord construits en bakélite, puis en matériaux thermoplastiques. Leurs caractéristiques évoluèrent relativement peu au fil du temps. L'ensemble des paramètres de prise de vue : vitesse d'obturation, diaphragme, distance de mise au point devaient être réglés manuellement, même si certains modèles disposaient d'aides tels que des symboles, ou si des prototypes disposèrent de posemètres, ou si des accessoires tels que des télémètres pouvaient être montés.
Ils étaient munis d'un obturateur central proche dans sa conception de celui du Lubitel.

## Spécifications

### Smena 8M[3]
- Objectif : T-43, 40 mm, f/4, 3 éléments (triplet de Cooke)
- Plage de mise au point : 1 m à l'infini, pas de télémètre
- Vitesses d'obturation: Pose B, 1/15, 1/30, 1/60, 1/125, 1/250
- Type d'obturateur: central, à trois lamelles
- Ouvertures: f/4, f/5.6, f/8, f/11, f/16
- type de film : 35 mm, 24×36
- Dimensions : 70 × 100 × 60 mm
- Poids : 289 g

## Modèles
Voici une liste des différents modèles de Smena,:
- Smena
- Smena-2
- Smena-2M
- Smena-3
- Smena-4
- Smena-5
- Smena-6
- Smena-7
- Smena-8 ou Cosmic 35 pour le marché anglais[4] ou Global-35[2] ou encore Revue pour le distributeur allemand Foto-Quelle[2]
- Smena-8M
- Smena-9
- Smena-11
- Smena-12 Automat
- Smena-14 Automat
- Smena-Rapid
- Smena-SL
- Smena-S.L, prototype avec posemètre à cellule CdS[2]
- Smena-Symbol
- Smena-19
- Smena-20
- Smena-35
- Divers modèles stéréo prototypes ou de fabrication artisanale ont également été fabriqués.

## Galerie

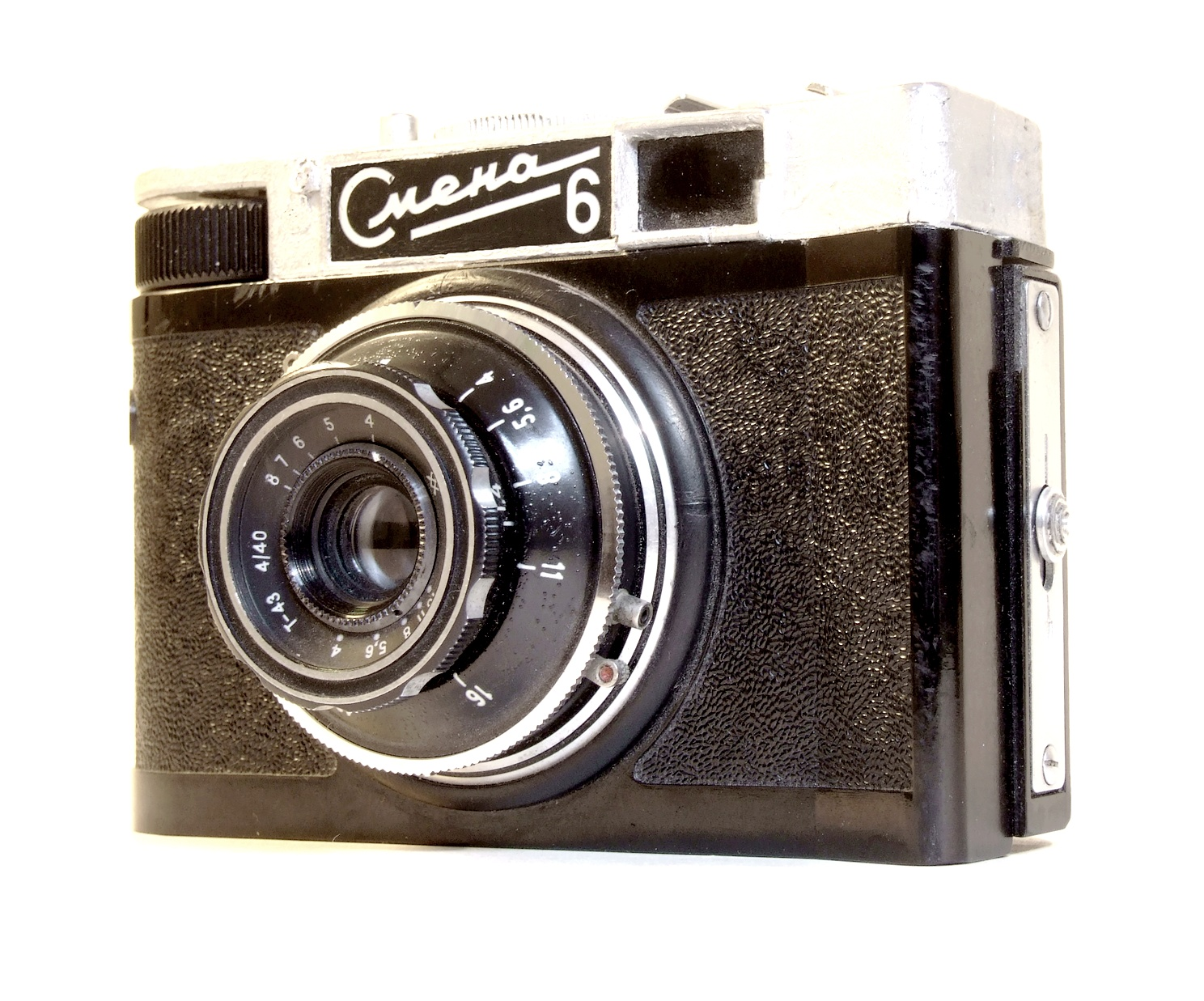
Smena-6
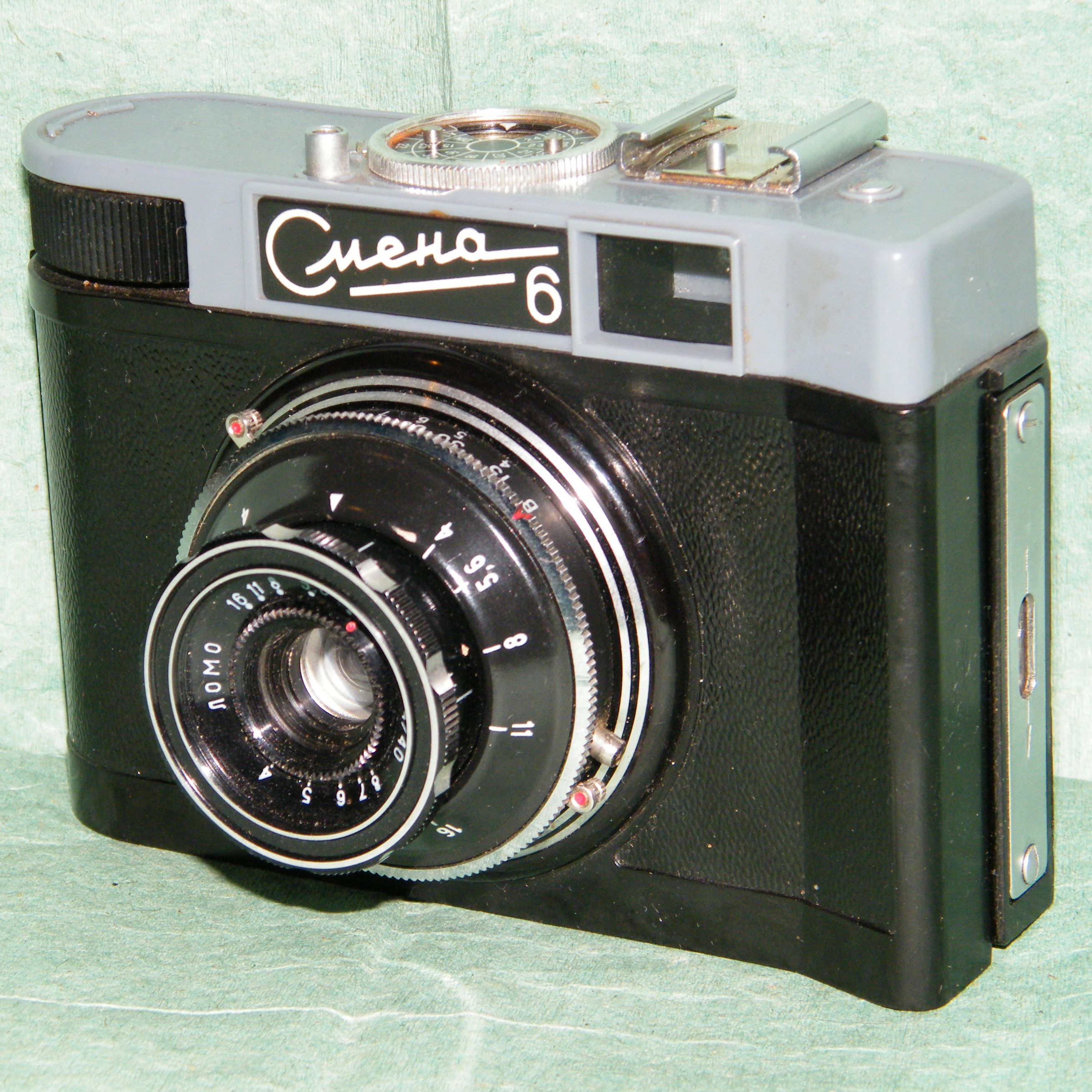
Smena-6
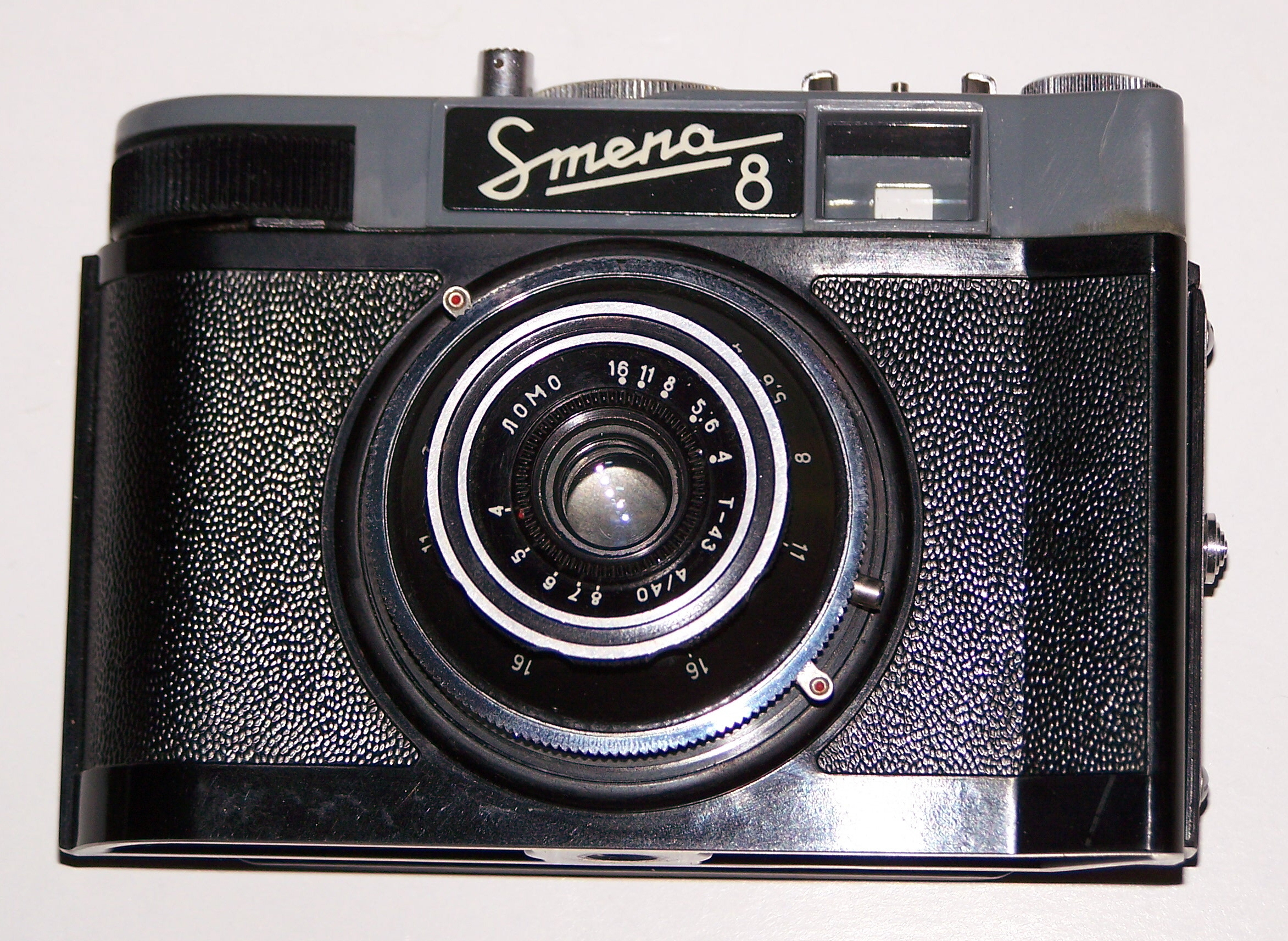
Smena-8
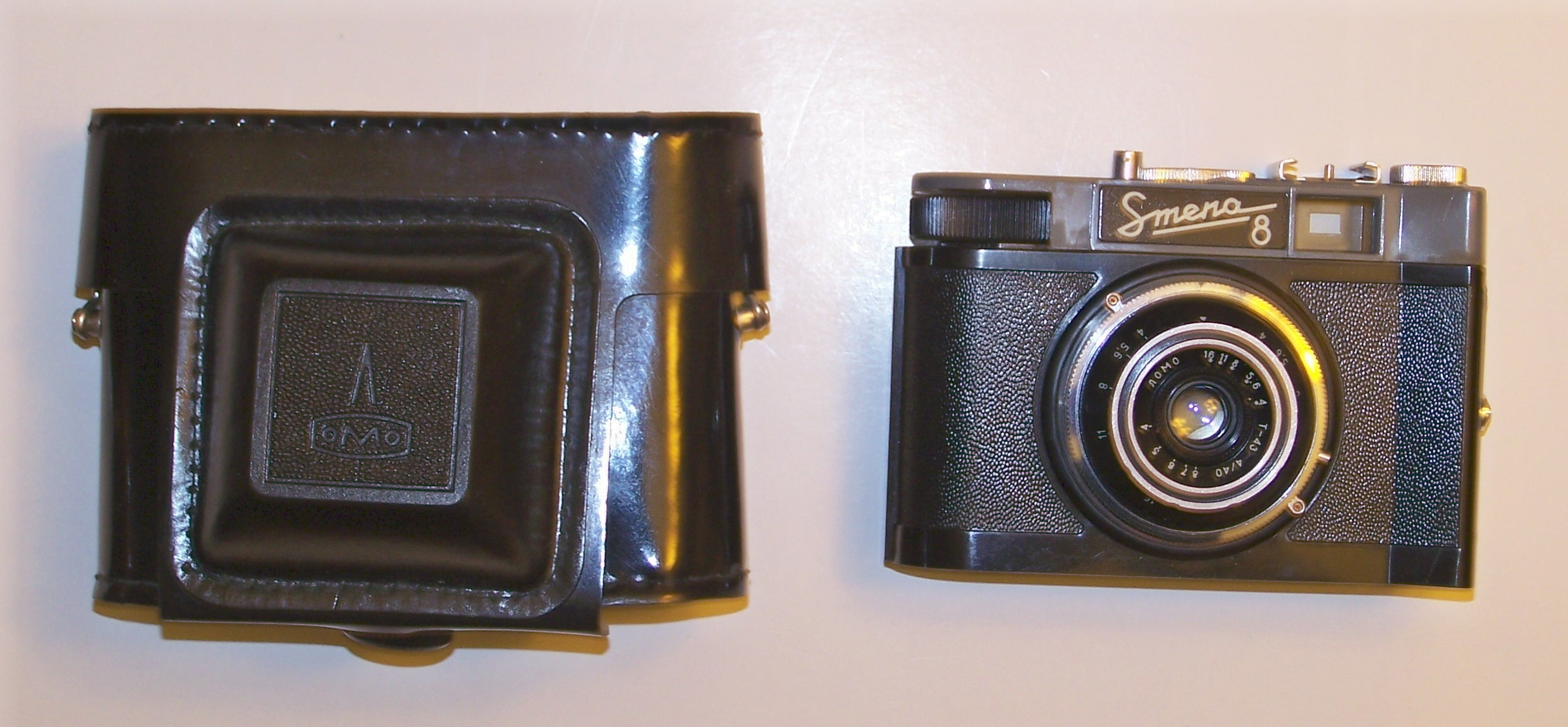
Smena-8 and case
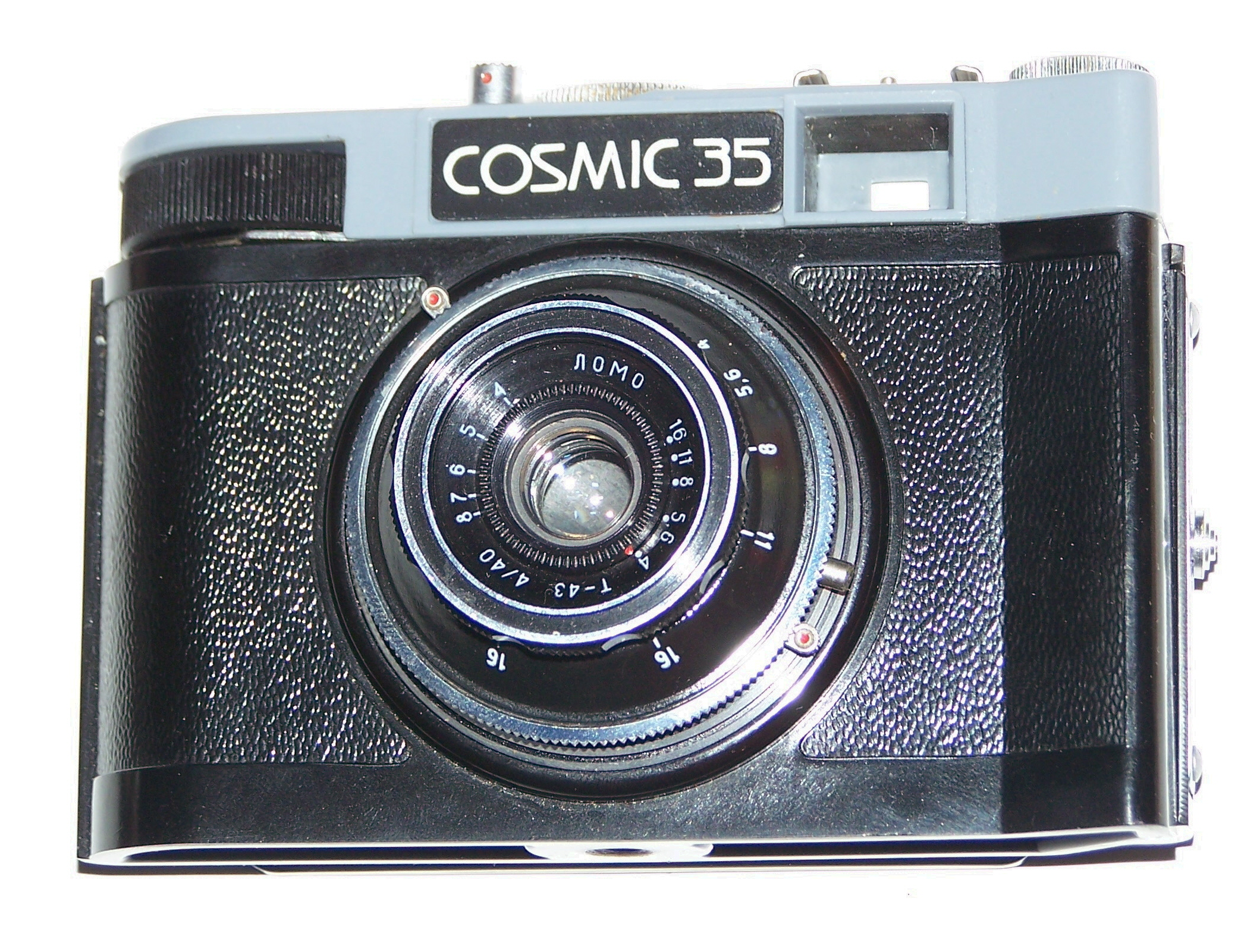
Cosmic-35 (Smena-8 export version)
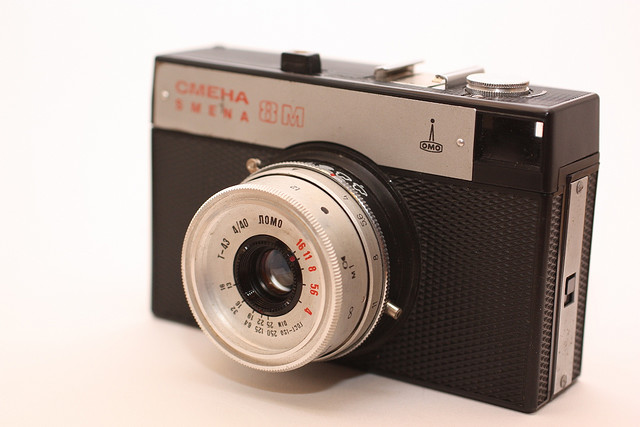
Smena-8M
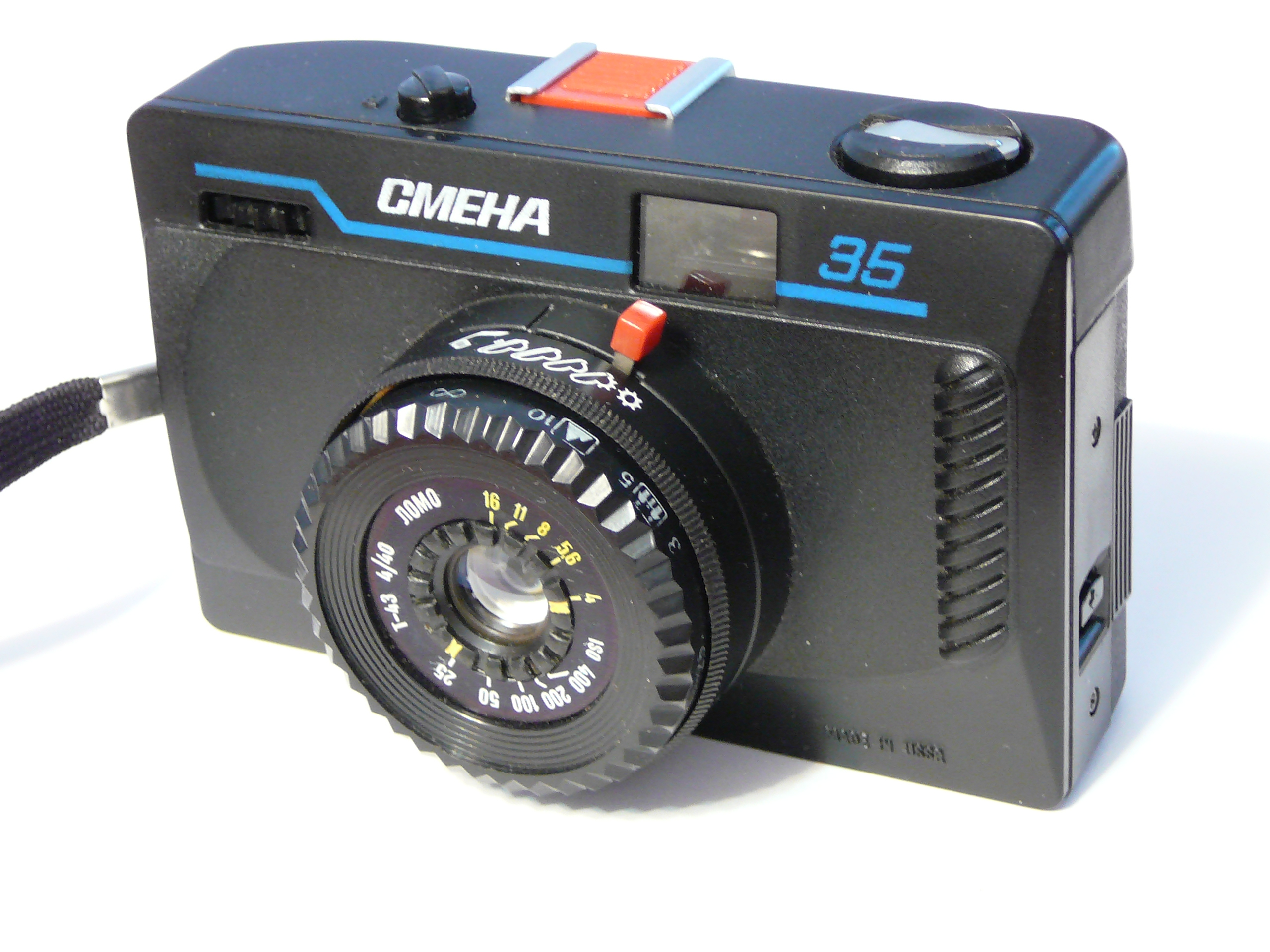
Smena-35
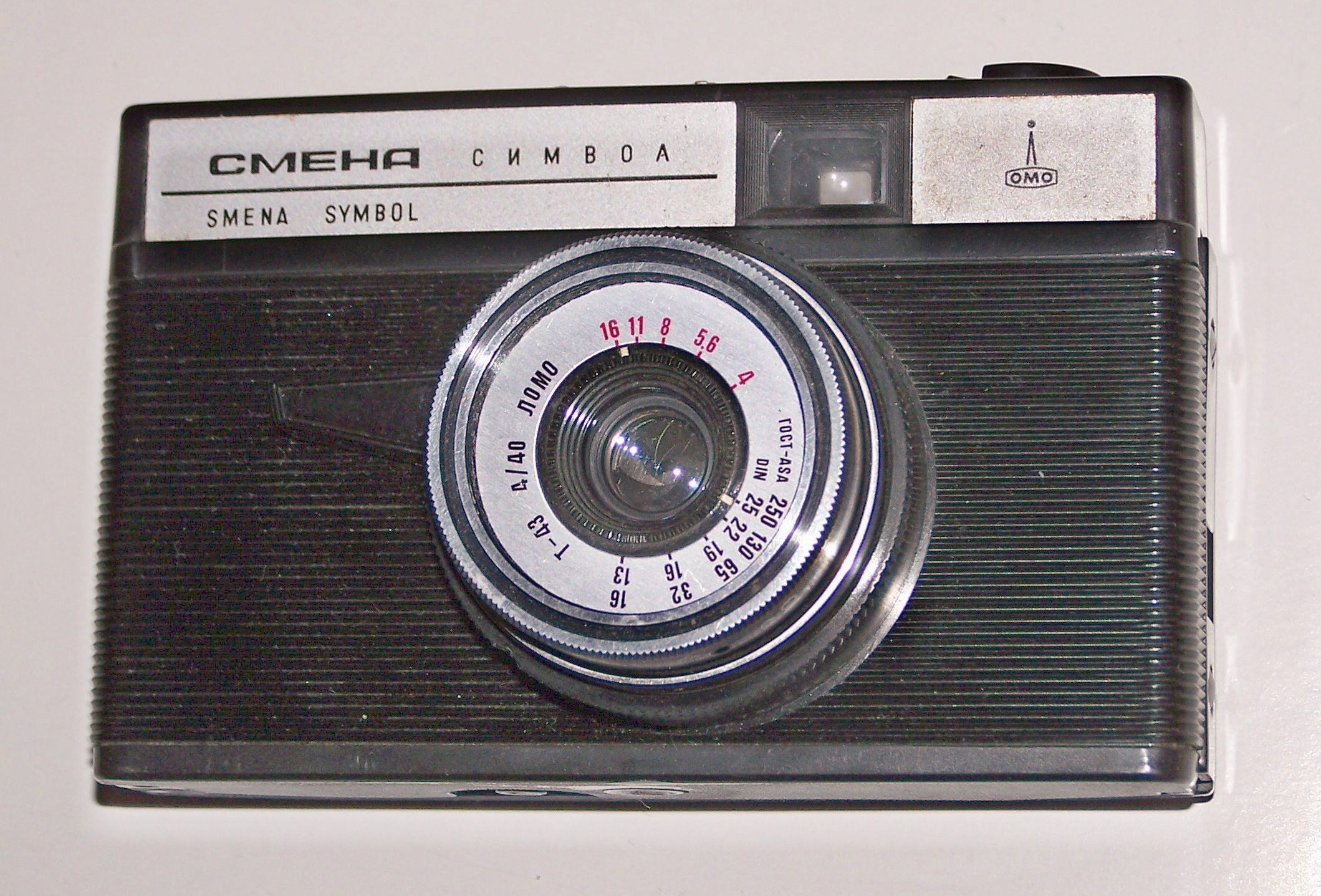
Smena-Symbol
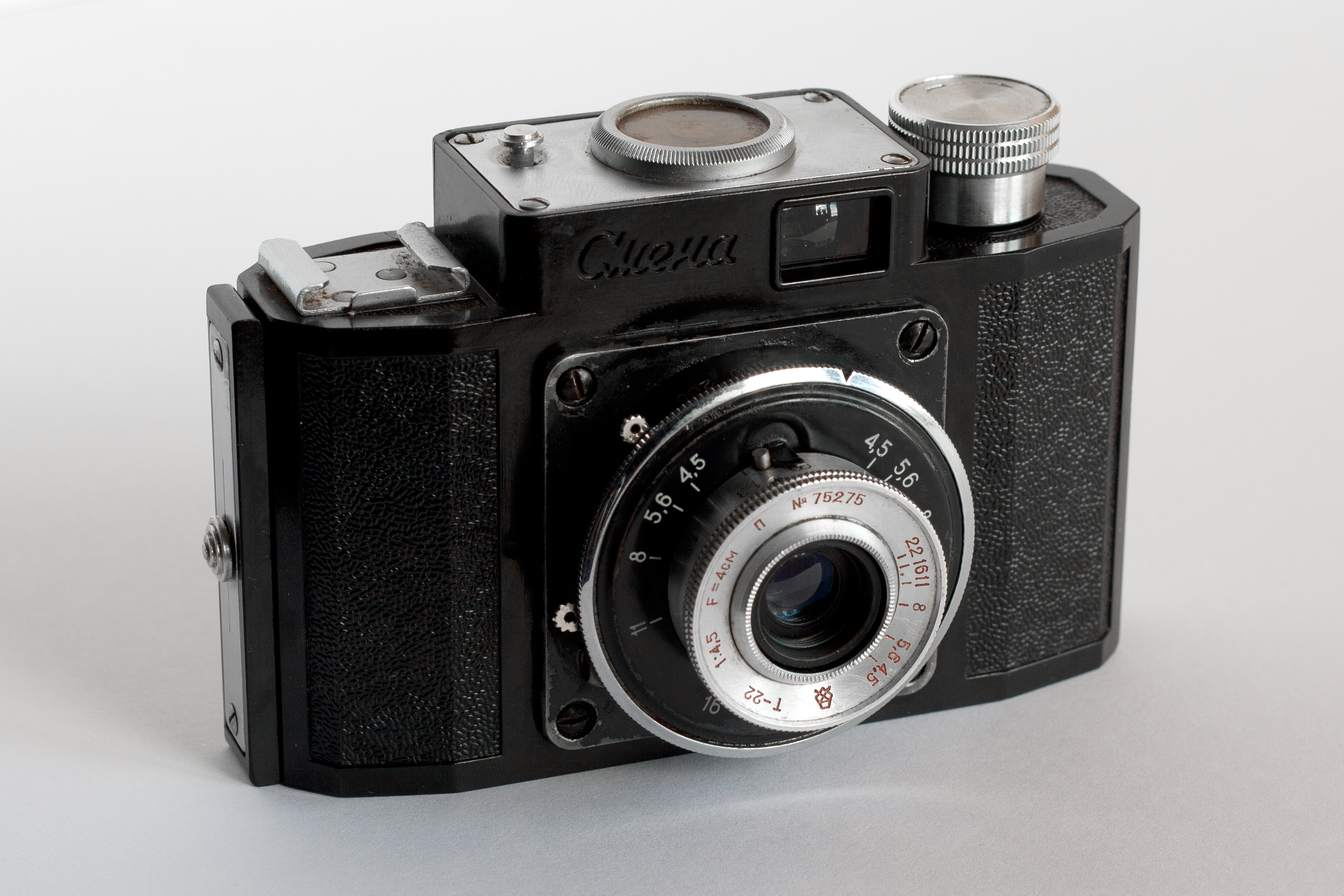
Smena-1